# Dinar Algérie
Dinar Algérie (tiếng Ả Rập: دينار, tiếng Berber: Dinar hoặc Menkuc, Tiếng Pháp Dinar; ký hiệu: DA; mã: DZD) là tiền tệ của Algérie và nó được chia thành 100 centimes. Centimes hiện đã lỗi thời do giá trị cực kỳ thấp của chúng.
Các loại tiền tệ lưu hành là 5, 10, 20, 50 và 100 dinar. Do lạm phát lớn đi kèm với các nền kinh tế chuyển đổi sang chủ nghĩa tư bản vào đầu những năm 1990, đồng xu penny đã mất giá trị của chúng, vì vậy hiếm khi sử dụng đồng xu 1 và 2 xu. Mặc dù vậy, giá cả thường được trích dẫn bằng xu trong ngôn ngữ hàng ngày; sau đó, giá của một trăm dinar được đọc là "mười nghìn xu" hoặc عشر الاف.
Tiền giấy đang lưu hành là 100, 200, 500 và 1000 dinar.

## Lịch sử
Trước khi giành độc lập vào năm 1962, tiền tệ của đất nước là đồng franc Algérie. Sau khi giành độc lập, Algérie năm 1964 đã giới thiệu loại tiền riêng của mình - đồng dinar Algérie.
Trong sự mất giá của đồng dinar vào tháng 4-9 / 1994 và việc đưa ra tỷ giá hối đoái thả nổi, đồng dinar Algérie đã mất giá hơn 60%. Khi tính toán ngân sách năm 1998, tỷ lệ của anh ta được ước tính là 58 dinar = 1 đô la. Năm 1999, nó đã được lên kế hoạch để giảm tỷ lệ xuống 59,5 dinar = 1 đô la. Vào tháng 3 năm 1999, tỷ giá đồng đô la chính thức là 64,55 dinar.